# کوبئی
کوبئی یک منطقهٔ مسکونی در سودان است که در دارفور شمالی واقع شده‌است. کوبئی ۰ نفر جمعیت دارد و ۹۵۵٫۵۶ متر بالاتر از سطح دریا واقع شده‌است.